# Centraal-Melanesische rupsvogel
De Centraal-Melanesische rupsvogel (Edolisoma erythropygium) is een zangvogel uit de familie Campephagidae (rupsvogels). Eerder werd deze vogel beschouwd als een ondersoort van de bismarckrupsvogel (E. remotum), die toen nog grijskaprupsvogel heette.

## Verspreiding en leefgebied
Deze vogel komt voor in Melanesië en telt vier ondersoorten:
- E. e. ultium: noordoostelijke Bismarckarchipel.
- E. e. saturatius: noordelijke en centrale Salomonseilanden.
- E. e. nisorium: zuidelijk-centrale Salomonseilanden.
- E. e. erythropygium: zuidoostelijke Salomonseilanden.

## Status
De Centraal-Melanesische rupsvogel komt niet als aparte soort voor op de lijst van het IUCN, maar is daar een ondersoort van de bismarckrupsvogel (E. remotum).